# Гарджуло, Майкл
Майкл Томас Гарджуло (англ. Michael Thomas Gargiulo; р. 15 февраля 1976, Гленвью, штат Иллинойс, США) — американский серийный убийца. В 1990-х годах переехал в Голливуд (Южная Калифорния) и совершил серию убийств девушек и женщин, за что получил прозвище «Голливудский потрошитель» (англ. Hollywood Ripper). На счету Голливудского потрошителя минимум 3 убитых девушек, но власти подозревают его в десяти убийствах.

## Убийства
Майкл Гарджуло уроженец штата Иллинойс. Своё первое убийство он совершил летом 1993 года ещё в 17 лет. 14 августа было обнаружено тело 18-летней девушки по имени Тришиа Пацацио. Убийца зарезал девушку. На её теле было найдено много ножевых ранений и она была убита в своём доме. Спустя 5 лет в 1998 году Гарджуло переехал в Голливуд в штате Южная Калифорния и по схожему сценарию совершил ещё 2 убийства, а всего в Голливуде было зарегистрировано как минимум 8 убийств, похожих по почерку. Убийца проникал в дом к жертвам и убивал с особой жестокостью, нанося множественные удары ножом в область головы, шеи и тела. Все убийства произошли в период с 2001 по 2008 годы.
21 февраля 2001 года Майкл Гарджуло убил Эшли Эллерин. Она была девушкой Эштона Кутчера. Она ждала его в гости и приготовила для Кутчера несколько напитков. Но Майкл Гарджуло зашёл к Эшли домой и нанёс ей 47 ножевых ран в области шеи, головы и ударил её ножом в живот.
1 декабря 2005 года Гарджуло убил свою соседку в городе Эль-Монте, округ Лос-Анджелес. Убийца нанёс ей 17 ножевых ран. 28 апреля 2008 года Гарджуло напал на свою соседку в Санта-Монике, но она отбилась от нападения, так как преступник поранился своим же ножом. Свою кровь он оставил на месте нападения, что и стало причиной ареста серийного убийцы.

## Арест и суд
6 июня 2008 года Майкл Гарджуло был арестован по обвинению в 2 убийствах в Голливуде и также по подозрению в третьем убийстве, совершённом в 1993 году в штате Иллинойс. Однако убийца не признался в преступлениях, и суд так и не мог состояться без признательных показаний подозреваемого. ДНК Гарджуло было найдено на телах трёх убитым им девушек, а также на четвёртой выжившей жертве. Его отправили в Лос-Анджелес на содержание, пока велось следствие по обвинению в убийствах. Майкл Гарджуло отрицал свою вину на протяжении 11 лет. Жюри требовали федерально приговорить к смертной казни Гарджуло, однако власти решили не рассматривать меру пресечения из-за того, что подозреваемый не признал вину и суд откладывался на долгие годы. В мае 2019 года на суд явился Эштон Кутчер и завёл беседу об убийстве Эшли Эллерин, убитой ещё в феврале 2001 года. После разговора с актёром Гарджуло признался в 10 убийствах. Он детально описал каждое своё убийство. 15 августа 2019 года Гарджуло признали виновным по всем пунктам обвинения. Также его экстрадируют в штат Иллинойс по обвинению в убийстве Тришии Пацацио, убитой в августе 1993 года. ДНК Гарджуло было найдено на её теле, а также и его отпечатки пальца. В Иллинойсе ему грозит 25-летний срок, так как смертная казнь в штате Иллинойс была отменена в 2011 году. А в штате Калифорния ему грозит смертная казнь, либо пожизненное заключение. 18 октября 2019 года жюри потребовали смертной казни, однако вынесение приговора отложили на март 2020 года. 16 июля 2021 года Гарджуло был приговорён к смертной казни.